# Dmitri Jewgenjewitsch Menschow
Dmitri Jewgenjewitsch Menschow (russisch Дмитрий Евгеньевич Меньшов; englische Transkription Dmitrii Evgenevich Menshov; * 6. Apriljul. / 18. April 1892greg. in Moskau; † 25. November 1988) war ein russischer Mathematiker, der sich vor allem mit reeller Analysis beschäftigte.

## Leben
Menschow war der Sohn eines Arztes und studierte ab 1912 an der Lomonossow-Universität bei Dmitri Jegorow und Nikolai Nikolajewitsch Lusin. Noch vor dem Diplom veröffentlichte er seine erste Arbeit und löste damit ein von Lusin gestelltes Problem (Verhältnis des Borel Integrals zum Denjoy-Integral, Menschow zeigte, dass das Borel Integral ein Spezialfall des Denjoy Integrals ist). 1916 machte er sein Diplom mit einer Arbeit über Riemanns Theorie Fourierscher Reihen. 1918 promovierte er und wurde Professor in Nischni Nowgorod und wenig später in Iwanowo am Pädagogischen Institut und lehrte außerdem am Polytechnischen Institut. Ab 1921 lehrte er an der Lomonossow-Universität und anderen Moskauer Universitäten. Er hatte sich zwar nicht formal habilitiert (russischer Doktorgrad), erhielt aber 1935 den russischen Doktorgrad für seine veröffentlichten Arbeiten und wurde Professor an der Lomonossow-Universität. 1927 besuchte er mit einem Rockefeller-Stipendium Paris, wo er unter anderem am Seminar von Jacques Hadamard teilnahm. 1941 erhielt er als Nachfolger von Iwan Iwanowitsch Priwalow den Lehrstuhl für Funktionentheorie, ab 1943 vereinigt mit dem Lehrstuhl für Funktionalanalysis. 1934 bis 1941 und ab 1947 war er auch am Steklow-Institut. Zu seinen Schülern gehörten Alexander Brudno, Sergei Stetschkin, Lew Owsjannikow und Grigori Sindalowski.
1916 bewies er durch Angabe eines Beispiels, dass eine Fourier-Reihe, die gegen Null konvergiert bis auf Stellen aus einer Menge vom Maß Null, nicht verschwindende Fourierkoeffizienten haben kann. Vorher hatte Georg Cantor bewiesen, dass für Fourierreihen, die bis auf eine abzählbare Menge von Stellen gegen Null konvergieren, die Koeffizienten verschwinden. Neben reeller Analysis beschäftigte er sich auch mit komplexer Analysis.
1951 erhielt er den sowjetischen Staatspreis. 1953 wurde er korrespondierendes Mitglied der Sowjetischen Akademie der Wissenschaften. 1958 war er Invited Speaker auf dem ICM in Edinburgh (Über die Konvergenz trigonometrischer Reihen).

## Schriften
- Les conditions de monogénéité. Hermann, Paris 1936.
- Limits of indeterminacy in measure of T-means of subseries of a trigonometric series. American Mathematical Society, 1968, 1981.
- Ausgewählte Werke. Moskau 1997 (russisch).